# Alchemilla excentrica
Alchemilla excentrica é uma espécie de rosácea do gênero Alchemilla, pertencente à família Rosaceae.